# Papenreyegraben
Der Papenreyegraben ist ein Fließgewässer in Hamburg-Groß Borstel und Nebengewässer der Tarpenbek.
Er verläuft südlich der Straße Papenreye, östlich der Tarpenbek.